# Хадсон (Масачусетс)
Хадсон (енгл. Hudson) насељено је место без административног статуса у америчкој савезној држави Масачусетс.

## Демографија
По попису из 2010. године број становника је 14.907, што је 519 (3,6%) становника више него 2000. године.
| Група             | 2000.          | 2010.          |
| Белци             | 13.216 (91,9%) | 13.091 (87,8%) |
| Афроамериканци    | 126 (0,9%)     | 255 (1,7%)     |
| Азијати           | 175 (1,2%)     | 316 (2,1%)     |
| Хиспаноамериканци | 501 (3,5%)     | 718 (4,8%)     |
| Укупно            | 14.388         | 14.907         |